# Pebibyte
O PebiByte (contracção do inglês peta binary byte) é uma unidade do Sistema Internacional para designar 250 bytes de informação ou de armazenamento computacional. A sua abreviação é PiB.
- 1 pebibyte = 250 bytes = 1 125 899 906 842 624 bytes = 1024 tebibytes

O pebibyte está muito relacionado com o petabyte, que pode ser um sinónimo — embora incorrecto — para pebibyte, ou uma referência para 1015 bytes = 1 000 000 000 000 000 bytes, dependendo do contexto (ver prefixo binário).